# Абгархук
Абгарху́к (абх. Абҕархықә, Абгархықә; груз. აბღარხუქი) — село в Абхазии, в Гудаутском районе частично признанной Республики Абхазия, согласно административному делению Грузии — в Гудаутском муниципалитете Абхазской Автономной Республики. Расположено к востоку от райцентра Гудаута в равнинно-холмистой зоне.
В административном отношении село является административным центром Абгархукской сельской администрации (абх. Абҕархықә ақыҭа ахадара), в прошлом Абгархукского сельсовета. С севера село примыкает к основному шоссе Абхазии.

## Границы
На севере Абгархук граничит с селом Ачандара, на востоке — по реке Аапста с селом Аацы, на юге граничит с селом Арсаул, на западе — граничит с Куланырхуа.

## История
В советское время в определённые периоды село официально именовалось Абгархуки (грузинская транскрипция устоявшейся русской формы названия села) и Абгархику (грузинская транскрипция оригинального названия).
В сталинский период в Абгархук, как и во многие другие сёла Бзыбской Абхазии, переселяют крестьян из Грузии. Большинство из переселённых крестьян размещается среди абхазского населения в посёлке Багикыта, примыкающем к основному шоссе. Абгархукские грузины, в основном, хорошо овладели абхазским языком. Во время грузино-абхазской войны большинство грузин покинуло село.
Историческое деление
Село Абгархук исторически подразделяется на 6 посёлков (абх. аҳабла):
- Абаху Амца
- Абгархук Ахабла (собственно Абгархук)
- Багикыта
- Базикыта
- Тасракуа
- Цоухуа

Колхоз имени Ворошилова
В советское время в селе действовал колхоз имени Ворошилова Гудаутского района. В этом колхозе трудились Герои Социалистического Труда председатель Азиз Михайлович Ханагуа, бригадир Зинаида Хошитовна Багателия и звеньевая Любовь Кучовна Шамба.

## Население
Население Абгархукского сельсовета по данным переписи 1989 года составляло 1385 чел. Нынешний этнический состав — преимущественно абхазы.
По данным переписи 1959 года в селе Абгархук жило 254 человека, в основном абхазы (в Абгархукском сельсовете в целом — 1483 человека, также в основном абхазы). По данным переписи 1989 года население Абгархукского сельсовета составило 1385 человек, в том числе села Абгархук —  219 человек, в основном абхазы По данным переписи 2011 года численность населения сельского поселения (сельской администрации) Абгархук составила 1024 жителя, из них 97,9 % — абхазы (1003 человека), 1,3 % — русские (13 человек), 0,2 % — грузины (2 человека), 0,1 % — армяне (1 человек), 0,1 % — мегрелы (1 человек), 0,4 % — другие (4 человек).
В XIX веке Абгархук был разделён между соседними сельскими общины, поэтому первые данные о населении села относятся к первой половине XX века.
| Год переписи | Число жителей | Этнический состав                                                 |
| ------------ | ------------- | ----------------------------------------------------------------- |
| 1926         | 2.593         | абхазы 82,6%; армяне 2,1%; русские 0,8%; греки 0,7%; грузины 0,5% |
| 1959         | 1.483         | абхазы (нет точных данных)                                        |
| 1989         | 1.385         | абхазы (нет точных данных), грузины 27% в пос. Багикыта           |
| 2011         | 1.024         | абхазы (97,9 %), русские (1,3 %)                                  |

## Использованная литература
- Кварчия В. Е. Историческая и современная топонимия Абхазии (Историко-этимологическое исследование). — Сухум: Дом печати, 2006—328 с.
- Кәарҷиа В.Е. Аҧсны атопонимика. — Аҟәа: 2002. — 686 д. (абх.)